# 爱德华·冯·弗兰塞基

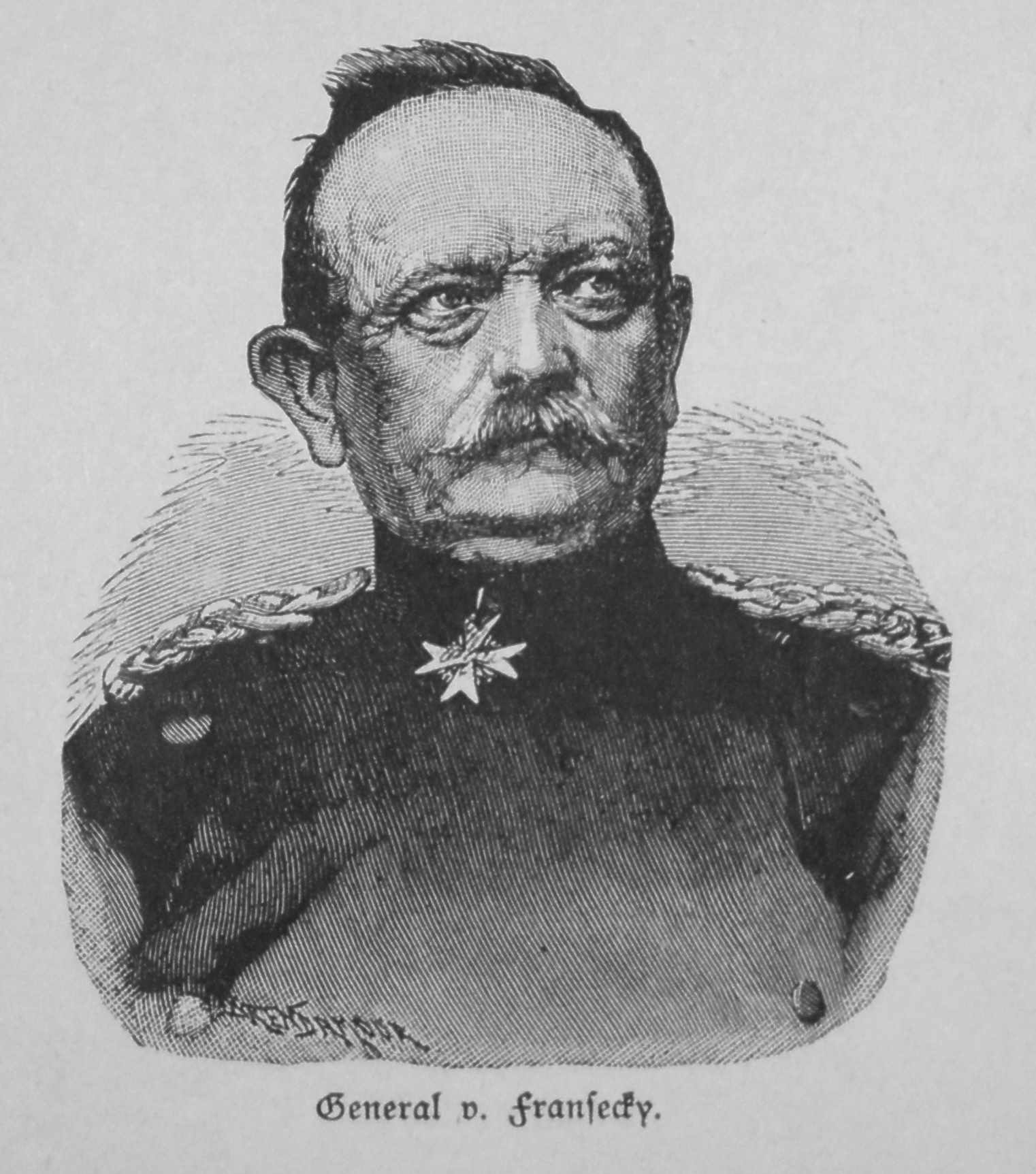
爱德华·冯·弗兰塞基将军

愛德華·弗里德里希·卡爾·馮·弗蘭塞基（德語：Eduard Friedrich Karl von Fransecky，1807年11月16日—1890年5月22日）是一位普魯士將軍，曾在普丹、普奧和普法戰爭中服役。

## 生平
爱德华·冯·弗兰塞基於1807年出生在黑森大公国盖登的一個軍人家庭。1818年，他進入波茨坦的一所普魯士學員學校。1825年，他被任命為駐紮在杜塞爾多夫的第16步兵團的少尉。1843年至1857年間，弗蘭塞基在普魯士總參謀部的歷史部門任職。1848年，他參加了對丹麥的戰爭，在石勒蘇益格服役。
1860年，馮·弗蘭塞基隸屬於奧爾登堡军区，在那裡他指揮了一個奧爾登堡步兵團。1864年11月，他晉升為少將，後來晉升為中將。他被任命指揮駐紮在馬格德堡的第7師。在普奧戰爭中，他的師隸屬於第2軍。
在慕痕格雷茨战役和克尼格雷茨战役期間，他的師屡立战功。在克尼格雷茨战役期間，他的師能夠通過推進到斯威普森林找到奧地利军队，在那裡他的師與奧地利人交战。由于在普奥战争中表现出色，他獲得了功勋勋章。1867年至1869年間，馮·弗蘭塞基擔任萨克森軍隊的督察。
1870年，馮·弗蘭塞基成為普魯士第2軍司令。在普法戰爭期間，普魯士第2軍是由弗里德里希·卡爾親王指揮的德國第2集团军的一部分。弗蘭塞基在格拉沃洛特脫穎而出，經過16小時的強行軍，他到達了戰場。在格拉沃罗特战役之後，第2軍参与圍攻梅斯；梅斯陷落後，第2軍被派往巴黎。在圍攻巴黎期間，弗兰塞基被賦予指揮塞納河和馬恩河之間的部隊的任务。1870年12月2日，奧古斯特-亞歷山大·杜克羅試圖突破維利爾斯的德軍陣地，但突襲被法蘭塞基率領的部隊阻击。
1871年1月，第2軍脱离圍城军队的序列，並由埃德溫·馮·曼托菲爾新組建的南方集团军指揮。
在曼陀菲尔的指揮下，爱德华·冯·弗兰塞基參加了在法国东南部及瑞士對抗法军将领布爾巴基的東方軍团的行動。布爾巴基的軍隊在蓬塔利耶被擊敗並被迫越過瑞士邊境後，弗朗塞基被任命為斯特拉斯堡第14軍的指揮官，並於1871年2月5日將橡樹葉加授於他的功勳勳章上。
戰後他獲得了15萬塔勒的奖金。1879年任柏林總督。1882年，他因健康原因辭去总督職務。1890年，爱德华·冯·弗兰塞基在威斯巴登去世。

## 所獲榮譽
- 功勳勳章，1866年9月20日；加橡葉，1871年2月5日[2]
- 黑鷹騎士勳章，1875年4月3日；加領，1876年；加鑽石，1882年[3]
- 四級紅鷹騎士勳章，加劍，1848年；加橡葉和劍，1873年9月2日[3]
- 霍亨索倫皇家勳章，1879年9月23日[3]
- 大十字軍章，1870年12月30日
- 薩克森阿爾伯特大十字勳章，加戰爭勳章和王冠，1871年[4]
- 彼得·腓特烈·路易斯大十字勳章和功績勳章，加金冠和寶劍，1875年4月5日（奧爾登堡）[5]